# ハリソン・スミス
ハリソン・スミス（Harrison Smith 1989年2月2日- ）はジョージア州オーガスタ出身のアメリカンフットボール選手。現在NFLのミネソタ・バイキングスに所属している。ポジションはフリーセイフティ。

## 経歴

### プロ入りまで
テネシー州ノックスビルの高校3年時にはオフェンスで、1,340ヤードを走って19TD、23回のレシーブで453ヤード、6TDをあげた。またディフェンスで、61タックル、2インターセプト、2ファンブルリカバーをあげている。この活躍で2006年にゲータレイドより、テネシー州最優秀選手に選ばれた 。
Rivals.comからは、4つ星、全米25位のアスリートにランクされた。多くの大学スカウトたちから、オフェンス、ディフェンスのそれぞれで期待された彼は、テネシー大学、オーバーン大学、アラバマ大学からのオファーを断り、ノートルダム大学に進学した。
2007年を練習生として過ごした後、2008年をラインバッカーとして迎えた。この年9試合に先発出場し、57タックル、3.5サックをあげた。2009年にはストロングセイフティとして6試合先発出場した後、ストロングサイドのラインバッカーとして6試合に先発出場した。この年69タックルをあげた。2010年には、全13試合でストロングセイフティとして出場、93タックル、チームトップの7インターセプトをあげた。2011年には、マイケル・フロイドとともにチームキャプテンとなり、全13試合に先発出場、90タックルをあげた。

### ミネソタ・バイキングス
2012年のNFLドラフトでは、その年セイフティとしては、マーク・バロンに次いで2番目に高く評価され、ミネソタ・バイキングスが2巡35位、4巡98位と引換で、ボルチモア・レイブンズから1巡29位をトレードアップで獲得して指名された。トレーニングキャンプの始まる2か月前の5月31日に4年契約を結んだ。トレーニングキャンプではジャマーカ・サンフォード、アンドリュー・センデホと先発フリーセイフティの座を争った。先発の座を勝ち取った彼は開幕戦のジャクソンビル・ジャガーズ戦から先発出場した。第5週のテネシー・タイタンズ戦では、小競り合いを止めに入ったオフィシャルを押したことから退場処分を受けた。10月19日には、ワシントン・レッドスキンズのロバート・グリフィン3世へのホースカラータックルで、15,750ドルの罰金を課された。第7週のアリゾナ・カージナルス戦でジョン・スケルトンのパスをインターセプト、プロ入り後初のインターセプトリターンTDをあげた。12月9日のシカゴ・ベアーズ戦でも56ヤードのインターセプトリターンTDをあげた、第7週のアリゾナ・カージナルス戦、第8週のタンパベイ・バッカニアーズ戦では13タックルをあげた。第13週のグリーンベイ・パッカーズ戦では13タックルをあげるとともに、アーロン・ロジャースのパスをインターセプトした。第14週のシカゴ・ベアーズ戦ではジェイ・カトラーのパスをインターセプト、52ヤードをリターンしてTDをあげて、週間最優秀新人選手候補に選ばれた。第16週のヒューストン・テキサンズ戦では7タックルあげるとともにマット・ショーブをサック、週間最優秀新人選手候補に選ばれた。1年目のこの年、104タックル、1サック、3インターセプト、2タッチダウンをあげた。
2013年、この年も先発フリーセイフティとして開幕戦から出場、第2週のシカゴ・ベアーズ戦でジェイ・カトラーのパスをインターセプト、第3週のクリーブランド・ブラウンズ戦でもブライアン・ホイヤーのパスをインターセプトした。10月13日のカロライナ・パンサーズ戦で左足を負傷、10月18日に復帰可能なオプション付きの故障者リスト入りした。8試合欠場した後、12月14日にアクティブロースターに復帰した。復帰戦となったフィラデルフィア・イーグルスとの試合で8タックルをあげた。この年は7試合の先発出場で58タックル、2インターセプトの記録に終わった。
2014年、マイク・ジマーがバイキングスにヘッドコーチに就任した。この年も先発フリーセイフティとなった。開幕戦のセントルイズ・ラムズ戦で2タックル、1サックに加えてショーン・ヒルのパスをインターセプト、81ヤードのリターンタッチダウンをあげた。第4週のアトランタ・ファルコンズ戦ではマット・ライアンのパスをインターセプト、第5週のグリーンベイ・パッカーズ戦ではマット・フリンのパスをインターセプトした。11月2日のワシントン・レッドスキンズ戦では10タックルをあげた。第11週のシカゴ・ベアーズ戦でカトラーのパスをインターセプト、第12週のグリーンベイ・パッカーズ戦で10タックルをあげた。第16週のマイアミ・ドルフィンズ戦でライアン・タネヒルのパスをインターセプトした。この年、全16試合に先発出場し92タックル、9パスディフレクション、3サック、5インターセプト、1タッチダウンをあげた。
2015年、バイキングスは彼との5年目の契約オプションを行使、2016年のサラリーは527.8万ドルとなった。第4週のデンバー・ブロンコス戦でペイトン・マニングのパスをインターセプトした。第16週のニューヨーク・ジャイアンツ戦でイーライ・マニングのパスをインターセプト、35ヤードのリターンタッチダウンをあげた。この年までに4インターセプトリターンタッチダウンをあげてバイキングスのチーム記録を更新した。ひざの負傷で第12週、14週、15週の試合を欠場したが13試合に先発出場し、66タックル、1.5サック、2インターセプト、1タッチダウンをあげた。負傷したアール・トーマスの代わりにプロボウルに選ばれた。NFL Top 100 Players of 2016 の73位に評価された。
2016年6月6日、5年5125万ドル（2857万ドルの保証、1000万ドルのサインボーナスを含む）の契約延長を果たした。9月25日のカロライナ・パンサーズ戦で7タックルをあげるとともにキャム・ニュートンをサックした。第11週のアリゾナ・カージナルス戦で10タックルをあげるとともにカーソン・パーマーをサックした。足首の負傷で第14週、第15週の試合を欠場した。当初は手術が必要でシーズン絶望となるのではという報道もなされたが、12月24日のグリーンベイ・パッカーズ戦で復帰した。この年14試合に先発出場し、91タックル、2サックをあげた。12月20日にチームメートのゼイビア・ローズ、コーダレル・パターソンとともにプロボウルに選ばれた。NFL Top Player of 2017 の74位に評価された。
2017年は彼のベストシーズンとなった。第3週のタンパベイ・バッカニアーズ戦でジェイミス・ウィンストン、第5週のシカゴ・ベアーズ戦でミッチェル・トゥルビスキーのパスをインターセプト、第6週のグリーンベイ・パッカーズ戦ではブレット・ハンドリーから1.5サック、1インターセプトをあげた。第16種のパッカーズとの再戦でもハンドリーから2インターセプトをあげてNFCの週間最優秀守備選手に選ばれた。この年彼は3年連続でプロボウルに選ばれるとともに、オールプロファーストチームに選出、NFL最優秀守備選手賞の候補に名前が挙がった。NFL Top Player of 2018の46位に評価された。またフットボール・フォーカスからNFL全体で3番目となる98.8点に評価された。
2018年のサンフランシスコ・フォーティナイナーズとの開幕戦では8タックル、ジミー・ガロポロのパスをインターセプト、相手RBアルフレッド・モリスのタッチダウンを阻止したプレーでのファンブルリカバーと活躍、週間NFC最優秀守備選手に選ばれた。第4週のフィラデルフィア・イーグルス戦では第4Q終盤に相手の第3ダウンにファーストダウンを更新させないタックルをあげた。第7週のニューヨーク・ジェッツ戦ではサム・ダーノルドのパスをインターセプトするとともに2パスディフレクションを記録した。第8週のニューオーリンズ・セインツ戦ではドリュー・ブリーズのパスをインターセプトした。そのシーズンブリーズが初めて喫したインターセプトであった。この年84タックル、3サック、3インターセプトをあげて4年連続でプロボウル、オールプロセカンドチームに選ばれた。チームは8勝7敗1分でプレーオフを逃した。
2019年、第3週のオークランド・レイダース戦ではデレック・カーのパスをインターセプト、第14週のデトロイト・ライオンズ戦ではデビッド・ブラウのパスをインターセプトした。第15週のロサンゼルス・チャージャーズ戦ではフィリップ・リバースからインターセプト、メルビン・ゴードンがファンブルしたボールをリカバーした。第16週のグリーンベイ・パッカーズ戦ではダバンテ・アダムスにファンブルさせた。この年85タックル、1サック、3インターセプトをあげて5年連続でプロボウルに選ばれた。チームは10勝6敗でNFC北地区2位、NFC第6シードでプレーオフに進出した。ロードでのセインツとのワイルドカードプレーオフで彼は11タックルをあげてチームは延長の末、26-20で勝利した。サンフランシスコ・フォーティナイナーズとのディビジョナルプレーオフでは8タックルをあげたがチームは10-27で敗れた。
2020年、第3週のテネシー・タイタンズ戦でライアン・タネヒルのパスをインターセプトした。第4週のヒューストン・テキサンズ戦で相手TEのジョーダン・エイキンスにヘルメット同士のヒットを行い退場処分を受けた。第9週のデトロイト・ライオンズ戦でチェイス・ダニエルのパスをインターセプトした。第10週マンデーナイトフットボールとなったシカゴ・ベアーズ戦でもニック・フォールズのパスをインターセプトした。第13週のジャクソンビル・ジャガーズ戦では延長にマイク・グレノンのパスをインターセプト、そのプレーはチームの決勝FGにつながった。第17週のデトロイト・ライオンズ戦でもマシュー・スタッフォードのパスをインターセプトをあげて、レギュラーシーズン自己最高の5インターセプトとなった。
2021年8月29日、バイキングスと4年の延長契約に合意した。シンシナティ・ベンガルズとの開幕戦でジョー・バロウをサックした。11月7日、新型コロナ陽性となったリザーブリスト入りし、2試合を欠場した。復帰後3試合連続でサックまたはインターセプトをあげた。この年1インターセプトに終わったが3サック、キャリア最多の114タックルを記録し、2年ぶりにプロボウルに選出された。
2022年は3試合を欠場したが、自己最多に並ぶ5インターセプトを記録した。
2023年は全試合に先発出場し、7シーズンぶりにインターセプトを記録しなかったが、自己最多に並ぶ3ファンブルフォースと3サックを記録した。
2024年は16試合に先発出場し、87タックル、1サック、3インターセプトを記録した。
2025年3月14日、バイキングスと1年契約で再契約を結んだ。